# حصن كاوناس
حصن كاوناس (الليتوانية: Kauno tvirtovė؛ الروسية: Кοвенская крепость؛ الألمانية: Festung Kowno) هي بقايا مَجمع حصون في كاوناس، ليتوانيا. شُيّد وجُدّد بين عامي 1882 و1915 لحماية الحدود الغربية للإمبراطورية الروسية، وصُنّف حصنًا من الدرجة الأولى عام 1887. خلال الحرب العالمية الأولى، كان المجمع أكبر هيكل دفاعي في الدولة بأكملها، حيث غطّى65 كـم2 (25 ميل2).
اختبر الحصن صموده في معركة عام 1915 عندما هاجمت ألمانيا الإمبراطورية الروسية، وصمد لمدة 11 يومًا قبل الاستيلاء عليه. بعد الحرب العالمية الأولى، تراجعت أهميته العسكرية مع التقدم في الأسلحة الذي جعله قديمًا بشكل متزايد. استُخدم من قِبل مؤسسات مدنية مختلفة وكحامية.
خلال الحرب العالمية الثانية، استخدمت ألمانيا النازية أجزاء من مجمع الحصن للاحتجاز والاستجواب والإعدام. تم إعدام حوالي 50,000 شخص هناك، بما في ذلك أكثر من 30,000 ضحية يهودية من ضحايا الهولوكوست. تم ترميم بعض الأقسام منذ ذلك الحين؛ ويضم الحصن التاسع متحفًا ونصبًا تذكاريًا مخصصًا لضحايا الهولوكوست اليهود الذين أُعدموا جماعيًا. يعد المجمع أكثر الأمثلة المتبقية اكتمالاً على قلاع الإمبراطورية الروسية.